# Microgephyra irwini
Microgephyra irwini är en tvåvingeart som beskrevs av Lyneborg 1976. Microgephyra irwini ingår i släktet Microgephyra och familjen stilettflugor. Inga underarter finns listade i Catalogue of Life.